# Caracal CAR 816
Das CAR 816 ist ein Sturmgewehr des Waffenherstellers Caracal International aus den Vereinigten Arabischen Emiraten. Dabei steht CAR für Caracal Automatic Rifle.

## Geschichte
Die Vereinigten Arabischen Emirate, die bis zum Beginn der 2000er-Jahre nicht über nennenswerte Feuerwaffenindustrie verfügten, wollten unabhängig von importieren Waffen werden. Zu diesem Zweck wurde 2007 Caracal gegründet und zunächst die Caracal-Pistole produziert. Später wurde ein Sturmgewehr entwickelt und dafür mit Robert Hirt und Chris Sirois die führenden Entwickler herangezogen. Hirt hatte zuvor bei Heckler & Koch das HK416 entworfen. Danach wurde Hirt von SIG Sauer angeworben, um mit Chris Sirois das SIG Sauer SIG516 zu entwickeln. Das Entwicklerduo wurde danach von Caracal angeheuert, um das CAR 816 zu entwickeln. Wie die HK416 und SIG516 basiert das CAR 816 auf dem AR-15 des amerikanischen Konstrukteurs Eugene Stoner aus den 1950er-Jahren. Bei der Entwicklung wurde insbesondere darauf geachtet, dass eine sandige Umgebung nicht zu Ladehemmungen führt.
Die Waffe wurde erstmals 2013 Vertretern von Sicherheitskräften vorgestellt, 2015 der Öffentlichkeit.

## Technik
Das CAR 816 ist ein Gasdrucklader mit kurzem Gaskolbenrücklauf und Drehkopfverschluss. Der Gaskolben hat ein verstellbares Ventil mit drei Positionen: Normalbetrieb, Munition mit schwacher Treibladung bzw. verschmutztem Gasdruckladersystem sowie Betrieb mit Schalldämpfer. Das Kaliber ist 5,56 × 45 mm NATO; es werden 30 Schuss fassende M16-kompatible STANAG-Magazine verwendet. Die theoretische Feuerrate beträgt 850 Schuss pro Minute; die maximale effektive Reichweite 500 m. Der Feuerwahlschalter befindet sich über dem Pistolengriff und kann mit dem Daumen bedient werden. Es gibt drei Positionen: Sicher, Einzel- und Dauerfeuer. Bei der halbautomatischen Version, welche auf die Verwendung in Polizeieinheiten abzielt, entfällt die Stellung für Dauerfeuer. Feuerwahlschalter und Magazinentriegelung sind beidhändig bedienbar.
Der Hinterschaft ist teilweise einschiebbar und kann in sechs Positionen arretiert werden, um so die Länge an den Schützen anzupassen. Eine Schließhilfe (englisch Bolt Forward Assist) für den Verschluss und eine Staubschutzklappe für das Auswurffenster sind vorhanden.
Standardmäßig sind abnehmbare Klappvisiere montiert, aber eigentlich ist die Waffe dazu bestimmt, mit optischen Zielhilfen verwendet zu werden. Diese können an der Picatinny-Schiene angebracht werden. Weitere Picatinny-Schienen am Vorderschaft ermöglichen vielfältige Zubehörmontagen; z. B. Laseraufsatz, taktisches Licht, Sturmgriff, Zweibein. Am Lauf kann ein Bajonett oder ein Schalldämpfer montiert werden.
Das CAR 816 ist in vier Lauflängen von 7,5” (191 mm) bis 16” (406 mm) verfügbar. Das Gewicht beträgt 2,9 kg bis 3,4 kg (ohne Magazin).

## Nutzer
- Vereinigte Arabische Emirate: Die Streitkräfte der Vereinigten Arabischen Emirate bestellten 50.000 Stück. Die Waffe trägt dort den Beinamen Sultan als Erinnerung an Sultan Mohammed Ali al-Kitbi, einen Offizier der VAE, der während der Militärintervention im Jemen seit 2015 im Einsatz starb. Außerdem erhalten seit 2017 produzierte Magazine ein eingraviertes Porträt von Sultan.[8] Die VAE verwenden das CAR 816 bei der Militärintervention im Jemen.[9]
- Bahrain: Verwendet von der Royal Guard, einer Einheit der Streitkräfte Bahrains, welche für den protokollarischen Ehrendienst und die Sicherheit der königlichen Familie zuständig ist.[6]

Verhandlungen gescheitert
- Indien: Im September 2020, kurz vor dem endgültigen Abschluss über 93.895 Stück, brach Indien die Verhandlungen ab. Indien setzt im Programm Make in India verstärkt auf inländische Produktion.[10]

## Varianten
- DSAR-15P: Dasan Machineries; basiert auf dem CAR 816 und soll bei den südkoreanischen Streitkräfte eingeführt werden.[11]
- Haenel MK 556: Das Sturmgewehr sollte in der Bundeswehr eingeführt werden.[1]
- Haenel CR223: Selbstladegewehr[12]
- CAR 817: ist für stärkere 7,62×51-mm-NATO-Munition ausgelegt. Die Waffe ist größer und schwerer, aber weitreichender und präziser.[4]